# Modet att döda
Modet att döda är en svensk TV-teaterfilm från 1980, regisserad av Björn Melander och skriven av Lars Norén. I rollerna ses Percy Brandt, Lars Green och Marika Lindström. Filmen utgavs på video 1997 och på DVD 2004 som en del i boxen Lars Norén – Tre pjäser.